# 投擊俱佳
投擊俱佳，是日本現役純種競賽馬匹。目前主要勝利有2025年京都新聞盃。

## 出賽前
2022年3月15日出生於北海道安平町北部牧場，成長途中於拍賣會上被馬主石川達繪以4400萬日圓購入。
其後交由栗東訓練中心練馬師友道康夫訓練。

## 競賽生涯

### 2歲
2024年11月30日出戰京都競馬場2歲新馬戰，比賽途中維持在第二的位置展開推進，在第四彎道取得領先。進入直路後，其嘗試加速拋離後方的對手，但在最後100米處被Madison Girl超越下以第二落敗。
11月30日出戰2歲未勝利戰，本次比賽繼續採用先頭戰術下在約莫第四的位置等待時機，同時保持穩定的節奏。進入直路後，其嚮應騎師川田將雅的指揮開始加速，取得領先後繼續拉開和後方的距離，最終以2 1/2馬位優勢取得首勝。

### 3歲
2025年首戰為如月賞，保持在第四的位置推進下於彎道處逐步抽出外檔，但在直路上未能順利加速下被里見照耀、Lynx Tip及撥亂飛槍壓制，最終以第四完賽。
其後以京都新聞盃作為目標，由於對手之中有目前連勝中的自家專屬和橫空問世，以及春季錦標季軍飆風王，因而賽前僅取得第五人氣。比賽開始後，其面對前方Naglfar做出的前1000米63.3秒超慢步速下，選擇跟前並保持在第二的位置。進入直路後，其在中檔位置一舉展開自身的加速力衝出，最終繼續拋離後方對手下以2 1/2馬位優勢戰勝自家專屬，率先衝線取得首個分級賽冠軍。
6月出戰東京優駿（日本打吡大賽），比賽初段選擇搶佔前方位置，保持在約莫第三附近穩步推進，並一直在內欄遮擋位等待時機。進入直路後，其於內欄位置稍微抽出中檔加速，於馬群散開下逐步上前，可惜未能追上領先的北十字星下再被蒙面舞會超越，以第三的戰績完賽。

### 詳細賽績
| 日期       | 舉辦國家 | 馬場 | 距離   | 級別 | 賽事名稱   | 負重 | 騎師     | 馬號 | 出馬 | 名次 | 時間   | 頭馬（二馬）   |
| ---------- | -------- | ---- | ------ | ---- | ---------- | ---- | -------- | ---- | ---- | ---- | ------ | -------------- |
| 30/11/2024 | 日本     | 京都 | 草1800 |      | 2歲新馬    | 56   | 杜滿樂   | 3    | 13   | 2    | 1:49.5 | Madison Girl   |
| 15/12/2024 | 日本     | 京都 | 草1800 |      | 2歲未勝利  | 56   | 川田將雅 | 8    | 14   | 1    | 1:48.9 | （Fille Chan） |
| 9/2/2025   | 日本     | 京都 | 草1800 | GIII | 如月賞     | 57   | 川田將雅 | 6    | 10   | 4    | 1:48.0 | 里見照耀       |
| 10/5/2025  | 日本     | 京都 | 草2200 | GII  | 京都新聞盃 | 57   | 川田將雅 | 8    | 10   | 1    | 2:14.7 | （自家專屬）   |
| 1/6/2025   | 日本     | 東京 | 草2400 | GI   | 東京優駿   | 57   | 李慕華   | 2    | 18   | 3    | 2:24.0 | 北十字星       |

## 血統簡介
父系農神節慶為日本賽駒，生涯戰績優秀，為一級賽希望錦標及皋月賞冠軍。祖父龍王亦是日本賽駒，生涯稱霸短途賽事，包括做出連霸短途馬錦標及香港短途錦標等壯舉，被稱爲「日本2010年代最強短途馬」。
母系Oro Trajet為日本賽駒，生涯七戰全敗，但血統上為2015年兩冠雌馬覓奇妃之半妹。外祖父黃金巨匠亦是日本賽駒，生涯戰績彪炳，爲日本賽馬史上第七匹三冠馬，曾贏得六項一級賽，並做出連續兩年於凱旋門大賽跑獲亞軍的佳績。

### 血統表
| 父線：金滿寶系（淘金者系）               |                         |                |               |
| 種馬 農神節慶 2016年（深棗色）           | 龍王 2008年（棗色）     | 夏威夷王       | 金滿寶        |
| 種馬 農神節慶 2016年（深棗色）           | 龍王 2008年（棗色）     | 夏威夷王       | Manfath       |
| 種馬 農神節慶 2016年（深棗色）           | 龍王 2008年（棗色）     | Lady Blossom   | 雷貓          |
| 種馬 農神節慶 2016年（深棗色）           | 龍王 2008年（棗色）     | Lady Blossom   | Saratoga Dew  |
| 種馬 農神節慶 2016年（深棗色）           | 西沙里奧 2002年（黑色） | 特別週         | 週日寧靜      |
| 種馬 農神節慶 2016年（深棗色）           | 西沙里奧 2002年（黑色） | 特別週         | Campaign Girl |
| 種馬 農神節慶 2016年（深棗色）           | 西沙里奧 2002年（黑色） | Kirov Premiere | 鞍匠井        |
| 種馬 農神節慶 2016年（深棗色）           | 西沙里奧 2002年（黑色） | Kirov Premiere | Querida       |
| 繁殖雌馬 Oro Trajet 2916年（栗色）       | 黃金巨匠 2008年（栗色） | 黃金旅程       | 週日寧靜      |
| 繁殖雌馬 Oro Trajet 2916年（栗色）       | 黃金巨匠 2008年（栗色） | 黃金旅程       | Golden Sash   |
| 繁殖雌馬 Oro Trajet 2916年（栗色）       | 黃金巨匠 2008年（栗色） | Oriental Art   | 目白麥昆      |
| 繁殖雌馬 Oro Trajet 2916年（栗色）       | 黃金巨匠 2008年（栗色） | Oriental Art   | Electro Art   |
| 繁殖雌馬 Oro Trajet 2916年（栗色）       | 音樂感 2002年（栗色）   | Gold Way       | Goldneyev     |
| 繁殖雌馬 Oro Trajet 2916年（栗色）       | 音樂感 2002年（栗色）   | Gold Way       | Blushing Away |
| 繁殖雌馬 Oro Trajet 2916年（栗色）       | 音樂感 2002年（栗色）   | Mulika         | Procida       |
| 繁殖雌馬 Oro Trajet 2916年（栗色）       | 音樂感 2002年（栗色）   | Mulika         | Gazelia       |
| 雌系：號族：2-s                          |                         |                |               |
| 五代內近親交配：週日寧靜 4×4、淘金者 5×5 |                         |                |               |

## 命名由來
名字Shohei（ショウヘイ）出自日本職業棒球選手大谷翔平之名字，香港則以球員本人投打均有出色表現的特點，翻譯為「投擊俱佳」。

## 外部連結
- 投擊俱佳 netkeiba.com
- 血統表